# 夏承楹
夏承楹（1910年12月22日—2002年12月21日），筆名何凡，生於北京，籍貫江蘇省江寧縣。記者、散文作家與譯者，曾任《聯合報》主筆；亦曾擔任台灣國語推行委員會委員、《文星》雜誌主編、《國語日報》社長與發行人。

## 生平
系曾任北洋政府国务院秘书长的夏仁虎的第六个儿子，北平師範大學外文系畢業，進入北平《世界日報》主編「學生生活」版，兼職寫作、翻譯。
來台後應《國語日報》社長洪炎秋之邀請，擔任編輯工作，和洪炎秋、王壽康、林良共同將一份手工業打造的報紙，推廣為全國青少年優質讀物，是為推行國語文普及之重要推手。曾任《聯合報》主筆，從1953年12月1日起，在《聯合報》副刊續寫「玻璃墊上」專欄，前後長達31年之久，共完成了五千五百篇，五百多萬字。
2002年12月21日因心臟衰竭，於台北市中心診所病逝，享壽93歲。

## 著作
著有《不按排理出牌》、《何凡遊記》、《人生於世》、《夜讀雜記》、《何其平凡：何凡散文》等書，以及《何凡文集》二十六冊（由《聯合報》「玻璃墊上」專欄集結而成）。曾翻譯《包可華專欄》六百篇，並在《國語日報》引入西洋漫畫專欄「小亨利」及「淘氣的阿丹」，並為上開漫畫撰寫翻譯數十年，開正版支付版權引進外國漫畫之先河，先進的版權意識為當時之先驅。

## 家庭
其妻為《城南舊事》作者林海音。子夏烈（夏祖焯）、女夏祖美、女夏祖麗、女夏祖葳。

## 爭議

### 文化
1970年6月，夏承楹以筆名「何凡」在聯合報「玻璃墊上」專欄連續以〈停止地方戲的爛仗〉與〈再談減少地方戲〉等文章批評台視播出這種「粗鄙不文、薦紳羞言、哭哭啼啼、如喪考妣的地方爛戲」，並以推行國語為由要求電視台停止播出歌仔戲與布袋戲。然而探究內文可發現，夏承楹並非無的放矢，其舉出當時布袋戲和歌仔戲劇情荒謬不合理而受觀眾批評之處，諸如：
- 歌仔戲「金石情」中女主角身患痲瘋，意圖自殺，沒想到喝了摻毒蛇液的毒酒後竟不藥而癒。事後有教師以此測驗小學生，百分之九十的學生相信毒蛇液能治痲瘋。
- 1970年4月10日的布袋戲中，肺癆病患者竟用大便臭氣燻治即可痊癒。
- 1970年5月1日的布袋戲從頭打到尾，最後殺無可殺，劇中惡徒用流星鏢將自己的親生父親打落死亡橋下。
- 歌仔戲「三門街」中的將軍李廣，與其連娶的九個太太在台上打情罵俏。
- 有時歌仔戲演員臉上流出黑水，因睫毛膏被眼淚沖下，但反而越哭嗓門越大，如喪考妣。

此外，文中亦指出，當時布袋戲和歌仔戲氾濫的結果，發生學生逃學或下課不排路隊，搶過馬路看戲；農夫不下田、鄉民不打針等現象更是層出不窮，後果不能不重視。

### 戒嚴
何凡在1980年1月10日《聯合報》的〈業成於勤〉一文中，提出對戒嚴的看法：「前些日子有些自命「民主人士」要求取消戒嚴，說是為人民爭得更多的自由，包括罷工在內。其實對一般國民而言，幾乎沒有感到戒嚴的存在，因為既不宵禁，又不檢查，日常生活上沒有任何妨礙， 這樣最低度的戒嚴又何必反對？」  

## 資料來源
1. 1 2   何凡. . 臺北市: 三民書局. 2002年2月: 封面背頁. ISBN 9571435597.
2. ↑  是誰殺死歌仔戲？砲轟「如喪考妣」、「地方爛戲」，40年前權貴這樣玩殘台灣文化 （页面存档备份，存于），風傳媒，2017年1月10日
3. 1 2   何凡. . 臺北市: 純文學出版社. 1989年12月: 126–128頁. ISBN 957-527-004-5.
4. ↑  莊毓婷. . 故事. 2018年4月2日  [2018年4月9日]. （原始内容存档于2018年4月10日） （中文（繁體））. 前些日子有些自命「民主人士」要求取消戒嚴，說是為人民爭得更多的自由，包括罷工在內。其實對一般國民而言，幾乎沒有感到戒嚴的存在，因為既不宵禁，又不檢查，日常生活上沒有任何妨礙， 這樣最低度的戒嚴又何必反對？